# Velouté
Velouté (z francouzského výrazu velours, což znamená samet) je omáčka z máslové jíšky, která je rozředěná vývarem. Je to jedna ze základních omáček, převzatá z francouzské kuchyně.
Základní předpis uvádí zhruba toto složení a postup:
- 2 díly másla
- 1 díl mouky
- vývar

Máslo zpěnit, nepřepálit. Přidat hladkou mouku a krátce orestovat, dodat vývar na patřičnou hustotu a provařit.
Vývar je možné dodat z ryb, tzv. „rybí fond“, ale i masa nebo zeleniny. Nejznámější klasický recept z francouzské kuchyně používá k zalití vývar z telecích nožiček.
Recept se objevuje už v roce 1533. Auguste Escoffier řadil velouté k pěti „mateřským omáčkám“, které se dále dochucují např. vínem, houbami, bylinkami nebo chřestem, přidáním smetany a másla vznikne známá sauce suprême.